# Ашеберг, Николай Павлович
Барон Николай Павлович фон Ашеберг (1846 — ?) — российский военачальник, генерал от инфантерии, герой Русско-турецкой войны, член  Военного совета Российской империи.

## Биография
Родился в  городе   Ольвиополь,  в   баронском роду фон Ашеберг, 28 мая 1865 года.
В  1863 году после окончания   Александровского кадетского корпуса, поступил в   2-е Константиновское военное училище, окончив которое в  1863 году был выпущен   подпоручиком в  Перновский 3-й гренадерский полк.
В  1866 году произведён в   поручики за отличие. В   1868 году переведён в  Егерский лейб-гвардии полк, с переименованием в подпоручики   гвардии.
В  1869 году произведён в поручики, в  1873 году в   штабс-капитаны, с  1877 года в   капитаны, командовал ротой в    Л.-гвардии Егерском полку.
С  1877 по  1878 годы участвовал в Русско-турецкой войне. За храбрость награждался в 1877 году орденами   Святой Анны 2 степени с мечами и   Святого Владимира 4 степени с мечами и бантом.
2 января 1879 года за храбрость Высочайшим приказом Ашеберг был награждён  Золотой саблей с надписью «За храбрость»
С  1881 года назначен старшим адъютантом   Штаба войск гвардии и   Петербургского военного округа, в этом же году за отличие произведён в   полковники.
С  1892 года назначен командиром   88-го Петровского пехотного полка.
В  1895 году произведён за отличие в   генерал-майоры и назначен  командиром  Л.-гвардии 2-го стрелкового батальона.
С  1900 года назначен командиром Петербургской местной бригады. В  1903  году за отличие произведён в   генерал-лейтенанты.
С  1906 года  назначен командующим  18-го армейского корпуса
С  1908 года произведён в   генералы от инфантерии и назначен помощником командующего    Штаба войск гвардии и   Петербургского военного округа.
С  1912 по  1917 годы  года являлся  членом  Военного совета. В  1914 году около двух месяцев исполнял обязанности  командующего Петроградским военным округом.
В  1913 году был награждён орденом  Белого орла, а в 1915 году орденом   Святого Александра Невского

## Награды
- Орден Святого Станислава 3-й степени  (1870 год);
- Орден Святой Анны 3-й степени  (1873 год);
- Орден Святого Станислава 2-й степени  (1876 год);
- Орден Святой Анны 2-й степени с мечами  (1878 год)
- Орден Святого Владимира 4-й степени с мечами и бантом  (1878 год);
- Золотая сабля с надписью «За храбрость»  (1879 года);
- Орден Святого Владимира 3-й степени  (1884 год);
- Орден Святого Станислава 1-й степени  (1898 год);
- Орден Святой Анны 1-й степени  (1906 год);
- Орден Святого Владимира 2-й степени  (1911 год);
- Орден Белого орла  (1913 год);
- Орден Святого Александра Невского  (1915 год).

Иностранные:
- Румынский Железный крест (1878);
- Большой офицерский крест румынского ордена Звезды (1896);
- Австрийский орден Франца-Иосифа 1-й ст. (1897);
- Командорский крест французского ордена Почетного Легиона (1897).

## Семейная связь
Его братья:
- Фёдор — закончил службу в чине полковника, был женат на дочери генерала  Аристова – Марии.
- Михаил — действительный статский советник.